# Tour du Val d'Or
Ne pas confondre avec la ville du Val-d'Or au Québec
La Tour du Val d'Or est un immeuble de grande hauteur et de standing construit par Henri Konckier à proximité de l'étang Saint-Nicolas à Avrillé, au nord d'Angers. La tour est le point culminant du complexe résidentiel du Val d'Or qui bénéficiait d'une jolie piscine découverte à l'origine au cœur du parc privatif de la copropriété.
Elle est située sur un promontoire rocheux dominant le vallon creusé par le Brionneau. Sa hauteur et son emplacement en fait une résidence très prisée.